# Michael Hannah
Michael Hannah (21 de noviembre de 1983) es un deportista australiano que compitió en ciclismo de montaña en la disciplina de descenso. Ganó tres medallas en el Campeonato Mundial de Ciclismo de Montaña entre los años 2009 y 2017.

## Palmarés internacional
| Campeonato Mundial | Campeonato Mundial           | Campeonato Mundial | Campeonato Mundial |
| Año                | Lugar                        | Medalla            | Competición        |
| ------------------ | ---------------------------- | ------------------ | ------------------ |
| 2009               | Camberra (Australia)         | Medalla de bronce  | Descenso           |
| 2013               | Pietermaritzburg (Sudáfrica) | Medalla de plata   | Descenso           |
| 2017               | Cairns (Australia)           | Medalla de plata   | Descenso           |